# Чхау
Чхау — традиційний індійський танець, який зображує епізоди з епосів «Махабхарата» та «Рамаяна», пуран та інших творів індійської літератури. Вирізняється використанням яскравих масок та костюмів.
Історія зародження танцювальної традиції чхау походить від регіональних фестивалів Західній Бенгалії, Джаркханді та Одіші.
Традиційно чхау виконують лише чоловіки. Вистава, зазвичай, проходить вночі і супроводжується звуками індійських музичних інструментів — мохурі та шанаї. Рухи в танці дуже швидкі та включають різні елементи, такі як удари ногами та стрибки. Танцюрист повинен бути дуже сильним і витривалим, щоб виконувати всі танцювальні елементи в правильній послідовності.